# Eugenia mollicoma
Eugenia mollicoma là một loài thực vật có hoa trong Họ Đào kim nương. Loài này được Mart. ex O.Berg mô tả khoa học đầu tiên năm 1856.